# Южный корпус Антониева монастыря
Южный корпус — памятник архитектуры. Расположен в Великом Новгороде, в Антониевом монастыре, современный адрес дома — Антоново, 3/1 (строение 9).
Здание рядом с западной стеной четверикового основания надвратной колокольни было построено в 1714 году. В 1730 году его занимали кельи (в двухэтажном восточном объёме), квасоварня (одноэтажная средняя часть), просвирня и поваренный погреб, в XIX веке — кельи, квасоварня, баня и погреб. Западный объём здания в плане почти квадратный. Внутренние поперечные стены обозначены на фасадах лопатками. Оконные проёмы не декорированы, в середине южного фасада восстановлены в первоначальных формах, с трёхцентровой перемычкой и в прямоугольных нишах, три окна. Дверь в южной стене с двухкупольными воротами и уступами в верхней части, предположительно, сохранила первоначальный вид. В средний и восточный объёмы можно войти с севера. Средний и западный угловой объёмы декорированы профилированными карнизами, крыша здания четырёхскатная, металлическая. Почти у всех помещений перекрытия плоские, кроме двух помещений первого этажа келий, у которых своды коробовые. В средней части в одном из помещений нет потолочного перекрытия. В стенах есть глубокие ниши.
Во время Великой Отечественной войны была разрушена кровля средней части, разобраны полы, перекрытия потолка и заполнения проёмов, частично разрушен карниз и верхняя часть кладки. Под руководством Т. В. Гладенко восстановление и частичная реставрация с приспособлением средней части под хозяйственные нужды, а боковых — под жильё, прошли в 1960—1961 годах. В 1980-х годах был проведён капитальный ремонт.